# Llagostera
Llagostera es un municipio español de la comarca del Gironés en la provincia de Gerona, Cataluña. Se encuentra entre las poblaciones de Cassá de la Selva y de Santa Cristina de Aro. Es lugar de tránsito entre la capital, Gerona, y los municipios de la Costa Brava.
Se encuentra situada en el extremo meridional de la comarca del Gironés. Su término municipal, el más grande de la comarca (76,36 km²), limita con los municipios de Santa Cristina de Aro, Caldas de Malavella, Tosa de Mar y Cassá de la Selva.
Hacia el este, Llagostera se integra dentro de la zona boscosa del macizo de las Gavarres (PEIN), después de pasar por la plana de Panadés; por el norte y noroeste se sitúa una plana de cultivos. En el extremo opuesto encontramos el macizo de Ardenya, que ocupa gran parte del término por la zona sur.

## Historia
Ya desde el Paleolítico se tiene conocimiento de núcleos habitados en la zona que actualmente ocupa el término municipal. Durante la Edad Media, Llagostera —solo configurada por el casco antiguo, rodeado por la muralla— se convirtió baronía en 1375.
A inicios del siglo XIX, Llagostera se convirtió en una de las villas con una fuerte actividad de industria surotapera, junto con la vecina Cassá de la Selva. esta industria significó un crecimiento demográfico y urbanístico de la población, al tiempo que veía nacer una incipiente clase obrera. Es por ello que en 1872 se constituyó una federación local de la Federación Regional Española de la Asociación Internacional de Trabajadores, encabezada por la sindicalista llagosterana Isabel Vilà i Pujol. Después de la guerra civil española, con el declive de la industria de tapones de corcho y la falta de una red de agua potable, llegó la parálisis económica del municipio, que no consiguió reorientarse hacia ninguna otra actividad económica. Es una situación que aún persiste actualmente, aunque Llagostera ha recibido nuevas oleadas migratorias, desde el Magreb y el África negra.
La plaza del Castillo acoge, desde 1982, un monumento que recuerda los tiempos en que la villa fue gratificada con el privilegio real. Este se concedido en Llagostera y Caldas de Malavella en 1241, cuando los dos municipios formaban una alcaldía real. El privilegio, que redimía los habitantes de las dos poblaciones de ciertas cargas feudales, fue ratificado posteriormente por Carlos IV, en 1793.
La iglesia de Sant Feliu data del siglo IX, aunque los restos del templo original son bien escasas. El templo actual es una mezcla de construcciones góticas (nave) y barrocas (fachada). Del altar construido a finales del siglo XV, dedicado a San Julián, no queda ningún vestigio, así como tampoco del retablo mayor barroco que fue destruido por la Guerra Civil. Actualmente el templo, de fachada barroca, está configurado por una nave gótica con capillas laterales. La capilla del Sagrado Corazón, de los años 1950, es obra de Pere Falcó y Golondrina. Hace unos años, el interior de la iglesia fue limpiado y restaurado.
El barrio de Reramur ilustra perfectamente la configuración medieval de la villa dentro de la muralla que antiguamente marcaba los límites del núcleo habitado en torno al castillo baronial y la iglesia.
En cuanto al turismo, actualmente la Festa del Bolet y el Mercat Romà son dos ferias que reúnen cada año a miles de personas en el casco urbano de la localidad.

## Demografía
Llagostera cuenta con una población de 9508 habitantes (INE 2024).
| Gráfica de evolución demográfica de Llagostera entre 1842 y 2021                                                    |
| |
| Población de derecho según los censos de población del INE Población de hecho según los censos de población del INE |

## Comunicaciones
La situación estratégica del municipio lo ha convertido en tierra de paso y de conexión del interior gerundense con la Costa Brava central. Se puede llegar a Llagostera por las carreteras C-65, de Gerona a San Feliu de Guíxols, por la GI-674 de Caldas de Malavella o por la C-35 de Tosa de Mar y Vidreras, vía que enlaza con la autopista AP-7. Antiguamente, Llagostera había estado conectada al ferrocarril por medio de la línea de vía estrecha de San Feliu de Guíxols a Gerona, que pasaba por el municipio, donde tenía una estación. Esta línea se clausuró en 1969.

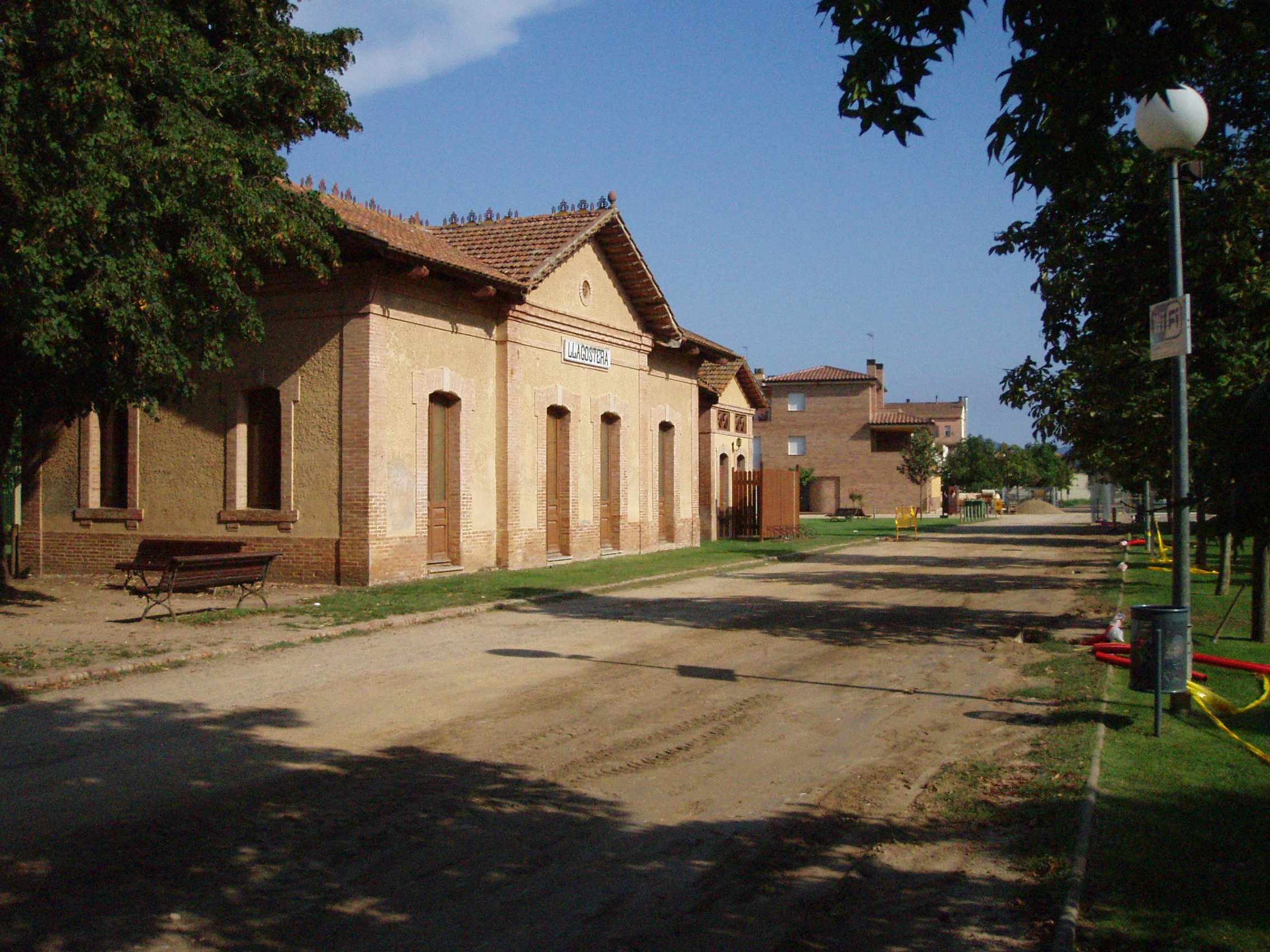
Antigua estación del ferrocarril de San Feliu de Guíxols a Gerona

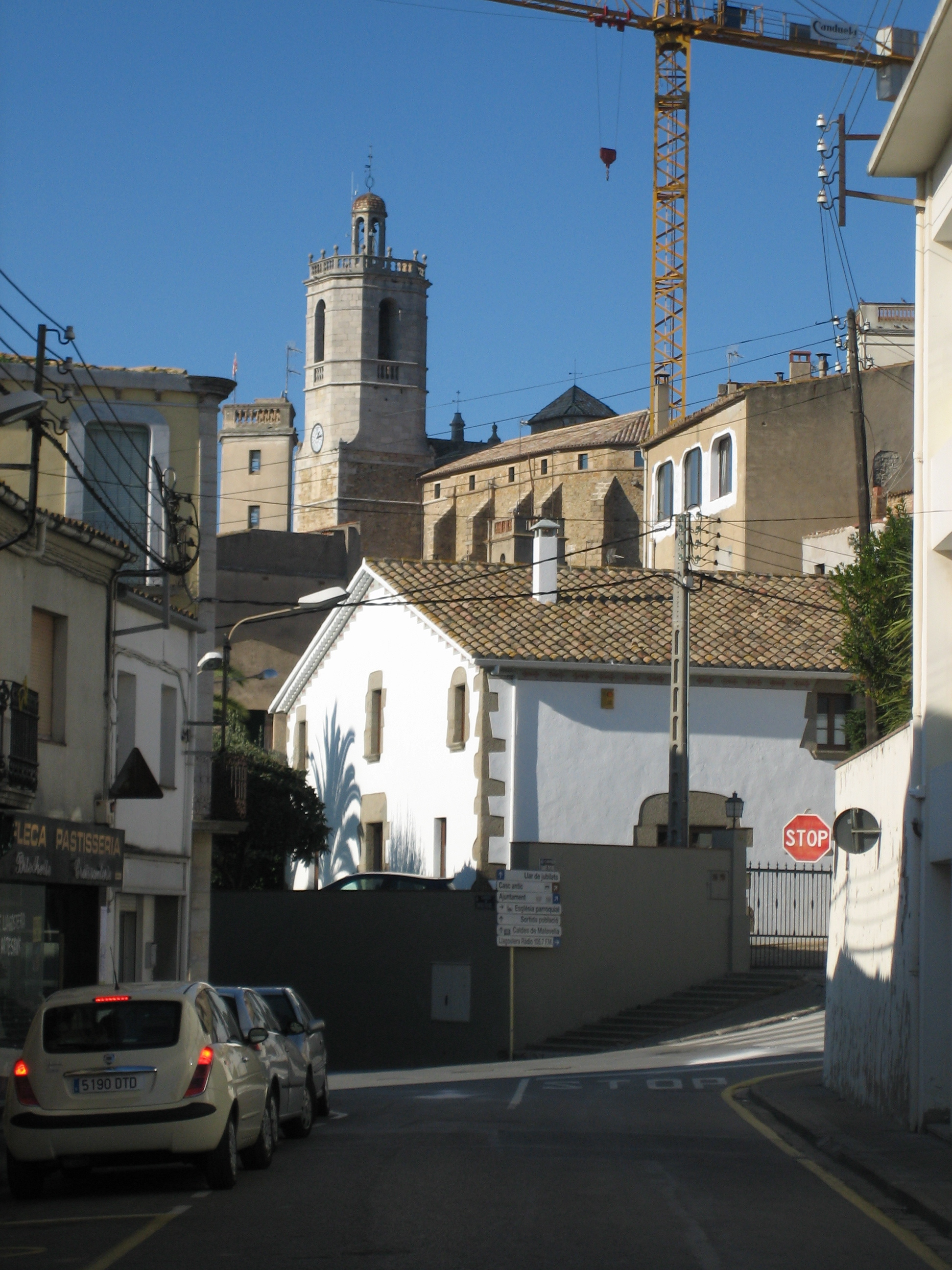
Calle Joan Maragall

Se dedica fundamentalmente a las industrias del corcho y de los piensos dedicados a la ganadería.

## Patrimonio
- Iglesia de Sant Feliu, de estilo gótico.
- Capilla de San Lorenzo
- Ruinas del castillo de Llagostera.
- Edificios modernistas.
- Can Caciques, Centro de Interpretación.

## Deportes
La Unió Esportiva Llagostera es el club de fútbol más representativo del municipio de Llagostera. Disputa sus partidos como local en el Municipal de Llagostera. Juega actualmente en Segunda División B de España en la temporada 2019/2020.